# Halowe Mistrzostwa Polski Seniorów w Lekkoatletyce 1996
37. Halowe Mistrzostwa Polski Seniorów w Lekkoatletyce – zawody sportowe, które rozegrano 24 i 25 lutego 1996 w Spale, w hali Ośrodka Przygotowań Olimpijskich.
Nie rozegrano mistrzostw w chodzie sportowym. W skoku wzwyż kobiet zwyciężyła startująca poza konkurencją Swietłana Zalewska z Kazachstanu.

## Rezultaty

### Mężczyźni
| Konkurencja:              | 1. miejsce                                 | Rezultat | 2. miejsce                            | Rezultat | 3. miejsce                                | Rezultat |
| Bieg na 60 m              | Ryszard Pilarczyk Olimpia Poznań           | 6,78     | Dariusz Adamczyk AZS AWF Gdańsk       | 6,79     | Tomasz Pokora Orzeł Namysłów              | 6,79     |
| Bieg na 200 m             | Robert Maćkowiak Śląsk Wrocław             | 21,47    | Tomasz Pokora Orzeł Namysłów          | 22,06    | Ryszard Pilarczyk Olimpia Poznań          | 22,24    |
| Bieg na 400 m             | Paweł Woźniak Skra Warszawa                | 48,02    | Tomasz Czubak Gryf-3 Słupsk           | 48,60    | Konrad Makowski AZS AWF Pol-Kres B. Podl. | 48,82    |
| Bieg na 800 m             | Andrzej Zahorski AZS AWF Wrocław           | 1:51,45  | Dariusz Dobrowolski Oleśniczanka      | 1:52,07  | Szymon Lorenc Olimpia Poznań              | 1:53,14  |
| Bieg na 1500 m            | Radosław Świć Podlasie Białystok           | 3:44,76  | Jan Sokal AZS MKS Łódź                | 3:46,78  | Wojciech Kałdowski AZS AWF Gdańsk         | 3:47,54  |
| Bieg na 3000 m            | Jan Zakrzewski Oleśniczanka                | 8:11,71  | Dariusz Kruczkowski Zawisza Bydgoszcz | 8:12,95  | Jan Sokal AZS MKS Łódź                    | 8:13,26  |
| Bieg na 60 m przez płotki | Artur Kohutek Zawisza Bydgoszcz            | 7,70     | Ronald Mehlich AZS AWF Katowice       | 7,88     | Mariusz Pietruszka AZS AWF Katowice       | 7,95     |
| Skok wzwyż                | Robert Kołodziejczyk Skra Warszawa         | 2,20     | Przemysław Radkiewicz Skra Warszawa   | 2,17     | Michał Majchrowicz Gwardia Olsztyn        | 2,17     |
| Skok o tyczce             | Adam Kolasa Bałtyk Gdynia                  | 5,40     | Przemysław Gurin OSoT Gdańsk          | 5,20     | Sebastian Chmara Zawisza Bydgoszcz        | 5,10     |
| Skok w dal                | Dariusz Bontruk Orzeł Warszawa             | 7,93     | Rafał Wyrzykowski Vectra Włocławek    | 7,65     | Krzysztof Łuczak Piast Głogów             | 7,65     |
| Trójskok                  | Krystian Ciemała AZS AWF Pol-Kres B. Podl. | 16,35    | Paweł Zdrajkowski MKS Aleksandrów     | 15,88    | Krzysztof Łuczak Piast Głogów             | 15,71    |
| Pchnięcie kulą            | Piotr Perżyło Górnik Brzeszcze             | 17,23    | Dariusz Merta Górnik Brzeszcze        | 17,23    | Mieczysław Szpak Sztorm Kołobrzeg         | 17,28    |
| Siedmiobój                | Grzegorz Stromiński AZS AWF Wrocław        | 5445     | Maciej Maćkowiak AZS AWF Wrocław      | 5236     | Michał Modelski Lechia Gdańsk             | 4370     |

### Kobiety
| Konkurencja:              | 1. miejsce                             | Rezultat | 2. miejsce                            | Rezultat | 3. miejsce                                       | Rezultat |
| Bieg na 60 m              | Kinga Leszczyńska Warszawianka         | 7,52     | Dorota Brodowska AZS AWF Warszawa     | 7,52     | Anna Głowacka UNTS Warszawa                      | 7,58     |
| Bieg na 200 m             | Kinga Leszczyńska Warszawianka         | 24,39    | Anna Leszczyńska Warszawianka         | 24,62    | Anna Głowacka UNTS Warszawa                      | 24,92    |
| Bieg na 400 m             | Monika Warnicka AZS AWF Wrocław        | 54,36    | Sylwia Kwilińska AZS AWF Warszawa     | 54,95    | Małgorzata Pskit Start Łódź                      | 55,28    |
| Bieg na 800 m             | Katarzyna Bronikowska Vectra Włocławek | 2:12,22  | Dorota Fiut Zawisza Bydgoszcz         | 2:12,52  | Ernestyna Kopeć Wawel Kraków                     | 2:13,57  |
| Bieg na 1500 m            | Katarzyna Bronikowska Vectra Włocławek | 4:29,10  | Ernestyna Kopeć Wawel Kraków          | 4:29,17  | Dorota Gruca Agros Zamość                        | 4:29,98  |
| Bieg na 60 m przez płotki | Anna Leszczyńska Warszawianka          | 8,18     | Aldona Fogiel AZS AWF Warszawa        | 8,21     | Aneta Sosnowska Skra Warszawa                    | 8,22     |
| Skok wzwyż                | Donata Wawrzyniak SKLA Sopot           | 1,87     | Iwona Kielan RKS Łódź                 | 1,84     | Urszula Włodarczyk AZS AWF Wrocław               | 1,78     |
| Skok w dal                | Agata Karczmarek Legia Warszawa        | 6,53     | Joanna Kościelny AKS Chorzów          | 6,31     | Dorota Brodowska AZS AWF Warszawa                | 6,21     |
| Trójskok                  | Urszula Włodarczyk AZS AWF Wrocław     | 13,23    | Aneta Sadach Start Łódź               | 13,11    | Ilona Pazoła krokus Leszno                       | 12,89    |
| Pchnięcie kulą            | Krystyna Zabawska Podlasie Białystok   | 17,34    | Katarzyna Żakowicz Podlasie Białystok | 16,88    | Agnieszka Ptaszkiewicz AZS AWF Pol-Kres B. Podl. | 15,08    |
| Pięciobój                 | Bożena Bogucka Śląsk Wrocław           | 4103     | Izabela Wojszko AZS AWF Warszawa      | 3954     | Katarzyna Dobija AZS AWF Kraków                  | 3864     |